# 朱鼐鈺
永庆懿简王朱鼐钰（16世纪—1581年），明朝代恭王朱廷埼庶三子。

## 生平
嘉靖四十年（1561年）十月，明世宗遣永康侯徐喬松等為正使，太常寺少卿謝敏行等為副使，持節冊封朱鼐鈺為永慶王。隆慶四年（1570年）四月，明穆宗御皇極殿傳詔遣使冊封張氏為永慶王妃。
隆慶六年（1572年）二月，因朱鼐鈺與其胞兄新寧王朱鼐鈞所請，他們的生母龔氏受封為夫人。
万历九年（1581年）薨。万历十一年（1583年）三月，赐谥号懿简。万历十二年（1584年），嫡长子朱鼎浼袭封。